# Hayate the Combat Butler
Hayate no gotoku! (яп. ハヤテのごとく!), або Hayate the combat butler — японська манга, автором якої є Кендзіро Хата Кендзіро Хата (яп. 畑健二郎, Хата Кендзіро). Виходить з жовтня 2004. Манга отримала велику популярність, загальна кількість проданих екземплярів перевищило 10 млн, за сюжетом манги були написані ранобе, кілька комп'ютерних ігор, а також два сезони аніме. Перший сезон аніме-серіалу («Hayate no gotoku!») Транслювався з квітня 2007 по березень 2008 року (52 серії), другий сезон («Hayate no gotoku!!») — з квітня по вересень 2009 року (25 серій), третій — з жовтня по грудень 2012 року (12 серій), четвертий — з квітня по липень 2013 року.

## Сюжет
Аясакі Хаяте був шістнадцятирічним японським школярем. Крім навчання йому доводилося багато працювати, оскільки його батьки не працювали, і взагалі вели марнотратний спосіб життя. Одного разу, під Різдво, вони виїхали з міста, продавши Хаяте якудза і залишивши йому як «подарунок» борг у розмірі 156 804 000 єн. Після повернення додому за ним прийшли якудза, і Хаяте довелося терміново бігти з дому. У відчаї він вирішив викрасти якусь багату дівчинку, щоб потім зажадати за неї викуп. Тим паче, що якраз підвернулася підходяща, незнайома йому тоді, дівчинка — Нагі з неймовірно багатого сімейства Сандзен'ін. Хаяте спробував ввічливо пояснити Нагі, що він хоче її викрасти, але вона зрозуміла його невірно, вирішивши, що він зізнався їй у коханні. З появою справжніх викрадачів і після зустрічі з Марією, покоївкою Нагі, Хаяте вирішив врятувати дівчинку. Після порятунку, він попросив Нагі знайти йому роботу. Так він став її дворецьким.